# يان غريفيث
يان غريفيث (بالإنجليزية: Ian Griffith)‏ هو سياسي أسترالي، ولد في 25 سبتمبر 1925 في أستراليا، وتوفي في 8 نوفمبر 1992 في غولد كوست في أستراليا. حزبياً، نشط في الحزب الليبرالي الأسترالي. وقد انتخب عضو الجمعية التشريعية نيو ساوث ويلز.